# 謝金鑾
謝金鑾（1757年—1820年），字巨庭，一字退谷，晚年時改名為灝，福建侯官人，清朝官員，曾參與《續修臺灣縣志》的編纂。

## 生平
謝金鑾於乾隆五十三年（1788年）中舉，嘉慶六年（1801年）大挑二等，試以福建邵武教諭，後來改授南靖教諭，調安溪，於嘉慶九年（1804年）調任為福建省臺灣府的嘉義縣學教諭。在擔任嘉義教諭期間，遇到海盜蔡牽騷擾臺灣沿海的事件，當時的知縣向其諮詢後採用他的防守策略，使得嘉義縣方得平安。
嘉慶十二年（1807年）受邀參與臺灣縣的縣志編纂，同年十一月完成初稿，不久次月便因秩滿離臺，在此同時他亦攜帶一份縣志稿件返鄉請好友陳道由批評指教。嘉慶十四年（1809年）時補授南平教諭，後來又調任安溪，之後在嘉慶二十五年（1820年）逝世。道光五年（1825年）入祀鄉賢祠。

## 著作
除了參與《續修臺灣縣志》的編纂外，謝金鑾尚著有《二勿齋文集》、《教諭語》、《大學古本說》、《論語續注補義》等書。